# Pa Dembo Touray
Pa Dembo Touray (Banjul, 31 marzo 1980) è un ex calciatore gambiano, di ruolo portiere.

## Carriera
Cresciuto nel natìo Gambia, Touray ha difeso la porta del Real de Banjul fino al 2000, quando ventenne approda in Svezia con l'ingaggio da parte del Djurgården. Qui colleziona solo una presenza, all'ultima giornata, poi viene mandato in prestito prima all'Assyriska (dal 2001 al 2002 in seconda serie svedese) e successivamente, dopo una stagione di panchina, ai norvegesi del Vålerenga (11 apparizioni nella massima serie).
Rientrato alla casa base nell'estate del 2004, il portiere africano è riuscito a conquistare stabilmente il posto da titolare al Djurgården dopo la cessione di Andreas Isaksson avvenuta proprio in quel periodo. Il 23 ottobre 2005, durante il match interno contro l'Elfsborg, ha trasformato un calcio di rigore portando il risultato sul 6-1. Con il club svedese Touray ha vinto due scudetti (uno da titolare) e due Coppe di Svezia, disputando anche i turni preliminari di due edizioni della UEFA Champions League (rispettivamente nel 2004-05 con uscita al terzo turno per mano della Juventus, e nel 2006-07 con uscita al secondo turno). Nel gennaio 2008 ha esteso il suo contratto col Djurgården fino al 2011. Nel 2010, prima dell'inizio del campionato, è diventato il nuovo capitano della squadra.
Dopo 195 presenze collezionate nelle 9 stagioni e mezzo al Djurgården, Touray lascia la squadra nel 2011. Pochi mesi più tardi, nel febbraio seguente, viene ufficializzato il suo ingaggio da parte dei sudafricani del Santos Football Club di Città del Capo.
Nell'agosto 2015 torna a Stoccolma per una breve parentesi in Division 1 al Vasalund, ma a causa di alcuni problemi fisici non gioca mai. Libero da vincoli contrattuali, continua a giocare nelle serie dilettantistiche svedesi con l'ingaggio nel 2016 da parte dell'IFK Lidingö, in quinta serie (dove ricopre il duplice ruolo di portiere e di preparatore dei portieri).
Ritiratosi dal calcio giocato, nel 2017 diventa preparatore dei portieri del Prespa Birlik, squadra minore di Malmö fondata da immigrati. In un'occasione torna anche tra i pali, in una partita del campionato di Division 2.
Touray ha vestito più volte anche la maglia della sua nazionale.

## Palmarès

### Club

#### Competizioni nazionali
- Campionato svedese: 2

Djurgården: 2003, 2005
- Coppa di Svezia: 2

Djurgården: 2004, 2005